# Google Pay
Google Pay (visualmente G Pay; anteriormente Pagar com Google e Android Pay) é uma plataforma de carteira digital e sistema de pagamento por aproximação desenvolvido pela Google que permite através de um app tocar para pagar compras em dispositivos móveis tais como smartphones e tablets Android ou relógios inteligentes
WearOS. A plataforma assumiu a identidade visual do recurso de autopreenchimento de dados para pagamento no Google Chrome. O Google Pay teria todos os recursos do Android Pay e incluiria as características do Google Wallet como
solicitação e o envio de dinheiro. 
O app Wallet passa a se chamar Google Pay Send. Pode usar o Google Pay Send e o site pay.google.com para enviar, solicitar e receber fundos de outras pessoas. 
Ele é útil para tarefas como dividir contas, dar presentes em dinheiro e pagar o aluguel. O Google Pay Send tem as mesmas funções do Wallet. E novos recursos foram implementados tais como guardar seus vales-presente, cartões de fidelidade, ingressos e cupons.
A API permite que os comerciantes adicionem o serviço de pagamento para sites, aplicativos, Listra, Braintree, e o Google Assistente. O serviço permite que os usuários para utilização dos cartões de pagamento que eles têm sobre o arquivo com o Google Play.
Em janeiro de 2018, o serviço foi renomeado de Pagar com o Google para o Google Pay. também foi anunciado que o Android Pay e o Google Wallet  seriam mesclados ao serviço.
Em fevereiro de 2018, Google lançou seu novo app Google Pay na Play Store.
Em 3 de maio de 2018 Google Pay é expandido para funcionar na web e iOS.

## Disponibilidade

Disponibilidade mundial do Google Pay - Verde Escuro: Disponível / Verde Claro: Brevemente Disponível

| Disponibilidade              | Suporta cartões emitidos em | Suporte para Wear OS |
| ---------------------------- | --------------------------- | -------------------- |
| 11 de setembro de 2015       | Estados Unidos              | Sim                  |
| 18 de maio de 2016           | Reino Unido                 | Sim                  |
| 27 de junho de 2016          | Singapura                   | Sim                  |
| 13 de julho de 2016          | Austrália                   | Sim                  |
| 20 de outubro de 2016        | Hong Kong                   | Não                  |
| 17 de novembro de 2016       | Polónia                     | Sim                  |
| 1 de dezembro de 2016        | Nova Zelândia               | Não                  |
| 7 de dezembro de 2016        | Irlanda                     | Não                  |
| 13 de dezembro de 2016       | Japão                       | Não                  |
| 7 de março de 2017           | Bélgica                     | Não                  |
| 23 de maio de 2017           | Rússia                      | Sim                  |
| 31 de maio de 2017           | Canadá                      | Sim                  |
| 1 de junho de 2017           | Taiwan                      | Não                  |
| 26 de julho de 2017          | Espanha                     | Sim                  |
| 1 de novembro de 2017        | Ucrânia                     | Não                  |
| 14 de novembro de 2017       | Brasil                      | Não                  |
| 14 de novembro de 2017       | Chéquia                     | Não                  |
| 2018 28 de fevereiro de 2018 | Eslováquia                  | Não                  |
| 26 de junho de 2018          | Alemanha                    | Sim                  |
| 31 de julho de 2018          | Croácia                     | Não                  |
| 28 de agosto de 2018         | Índia                       | Não                  |
| 19 de setembro de 2018       | Itália                      | Sim                  |
| 30 de outubro de 2018        | Dinamarca                   | Não                  |
| 30 de outubro de 2018        | Finlândia                   | Não                  |
| 30 de outubro de 2018        | Noruega                     | Não                  |
| 30 de outubro de 2018        | Suécia                      | Não                  |
| 14 de novembro de 2018       | Emirados Árabes Unidos      | Não                  |
| 27 de novembro de 2018       | Chile                       | Não                  |
| 11 de dezembro de 2018       | França                      | Sim                  |
| 30 de abril de 2019          | Suíça                       | Sim                  |
| 17 de novembro de 2020       | Áustria                     |                      |
| 17 de novembro de 2020       | Estónia                     |                      |
| 17 de novembro de 2020       | Grécia                      |                      |
| 17 de novembro de 2020       | Letônia                     |                      |
| 17 de novembro de 2020       | Lituânia                    |                      |
| 17 de novembro de 2020       | Países Baixos               |                      |
| 17 de novembro de 2020       | Portugal                    |                      |
| 17 de novembro de 2020       | Roménia                     |                      |
| 17 de novembro de 2020       | Bulgária                    |                      |
| 17 de novembro de 2020       | Hungria                     |                      |

### Bancos suportados

#### No Brasil
No Brasil, está disponível para os seguintes bancos: 
- Banco do Brasil
- Banrisul
- BPP (Brasil Pré-Pagos)
- Bradesco
- Caixa
- Banco Inter
- Nubank
- Carrefour[53]
- Itaú Unibanco
- Neon
- Next
- Digio
- BTG+
- Porto Seguro Cartões

#### Em Portugal
Em Portugal, está disponível para os seguintes bancos:
- Bunq
- Curve
- Monese
- N26
- Revolut
- Transferwise
- Viva Wallet

### Utilização emtransportes públicos
| País     | Área                             | Métodos de pagamento suportados                  |
| -------- | -------------------------------- | ------------------------------------------------ |
| Brasil   | Rio de Janeiro (apenas MetrôRio) | Cartões de débito/crédito Visa                   |
| Brasil   | São Paulo (o SPTrans)            | Cartões de débito/crédito Elo, Mastercard e Visa |
| Portugal | Grande Lisboa                    | Cartões de débito/crédito Visa e Mastercard      |
| Portugal | Grande Porto                     | Cartões de débito/crédito Visa e Mastercard      |